# Frontière entre le Maroc et l'Union européenne
La frontière entre le Maroc et l'Union européenne était entre le 25 mars 1957, date de la signature du traité de Rome fondateur de la Communauté économique européenne, et le 5 juillet 1962, date de l'indépendance de l'Algérie, puis est depuis le 1er janvier 1986, date de l'adhésion de l'Espagne à la CEE, la frontière délimitant les territoires voisins sur lesquels s'exerçait et s'exerce la souveraineté du Maroc ou de l'un des États membres de la Communauté économique européenne puis de l'Union européenne.

## Historique

### 1957-1962
Du 25 mars 1957, date de la signature du traité de Rome fondateur de la Communauté économique européenne, au 5 juillet 1962, la frontière euro-marocaine se superposait à la frontière franco-marocaine, séparant l'État chérifien de l'Algérie française (actuelle frontière entre l'Algérie et le Maroc).

### 1962-1985
À la suite de l'indépendance de l'Algérie le 5 juillet 1962, le Maroc n'a plus de frontière avec la CEE jusqu'à l'adhésion de l'Espagne en 1986.

### Depuis 1986
À la suite de l'adhésion de l'Espagne à la Communauté économique européenne le 1er janvier 1986, cette frontière se superpose à la frontière entre l'Espagne et le Maroc.